# Anna Posselt
Anna Posselt (geborene Scholze; * 28. Dezember 1914 in Althabendorf; † 22. Oktober 2009) war eine deutsche FDGB-Funktionärin. Sie war Vorsitzende des Zentralvorstandes der Industriegewerkschaft Textil-Bekleidung-Leder.

## Leben
Anna Posselt, Tochter einer Textilarbeiterfamilie, besuchte die Volksschule und arbeitete von 1929 bis 1945 als angelernte Weberin und Hilfskraft in verschiedenen Betrieben der Textilindustrie, im Handel sowie in der Landwirtschaft. 1929 trat sie dem Kommunistischen Jugendverband, 1930 der Kommunistischen Partei der Tschechoslowakei (KPTsch) sowie dem Textilarbeiterverband bei. Sie war zeitweise auch Mitglied der Bezirksleitung Reichenberg der KPTsch und Mitglied des Vorstandes der Roten Gewerkschaften (tschechisch Rudé odbory).
Im Dezember 1945 wurde sie in die Sowjetische Besatzungszone umgesiedelt und Mitglied der KPD. 1946 wurde sie Mitglied der SED und des FDGB. Von 1946 bis 1950 war sie Stadträtin für Sozial- und Gesundheitswesen und Jugendfragen in Wismar sowie Mitglied der SED-Kreisleitung. Anschließend studierte sie von 1950 bis 1951 an der Parteihochschule „Karl Marx“. Von 1951 bis Februar 1990 war sie Mitglied des Zentralvorstandes der IG Textil-Bekleidung-Leder im FDGB. Von 1953 bis 1975 war sie Vorsitzende des Zentralvorstandes der IG Textil-Bekleidung-Leder. Von 1952 bis Dezember 1989 war Anna Posselt auch Mitglied des Bundesvorstandes des FDGB sowie von August 1952 bis November 1963 Mitglied des Präsidiums des Bundesvorstandes. 
Von 1952 bis 1976 war Anna Posselt zudem Mitglied in Leitungsorganen der Internationalen Vereinigungen der Gewerkschaften der Textil-, Bekleidungs- und der Leder- und Häuteindustrie im WGB. 
Von 1977 bis 1989 fungierte sie als Vorsitzende der Veteranenkommission beim Bundesvorstand des FDGB. Sie lebte zuletzt in Berlin.

## Auszeichnungen in der DDR
- Vaterländischer Verdienstorden in Silber (1964) und in Gold (1974)
- Ehrenspange zum Vaterländischen Verdienstorden in Gold (1979)
- Ehrentitel Verdienter Werktätiger der Leicht-, Lebensmittel- und Nahrungsgüterindustrie der Deutschen Demokratischen Republik (1984)
- Orden Stern der Völkerfreundschaft in Gold (1989)